# Новопокровка (Павлодарская область)
Новопокровка (каз. Новопокровка) — село в Успенском районе Павлодарской области Казахстана. Расположено в 130 км к северо-востоку от Павлодара, в 42 км к востоку от Успенки. Входит в состав Новопокровского сельского округа. Код КАТО — 556447300.

## История
Село основано в 1909 году крестьянами-переселенцами в урочище Шелекты-Булак. В 1929 году в селе был образован колхоз «Пятилетка», затем переименованный в колхоз «Победа», с 1963 года — молочно-мясной колхоз «Искра».

## Население
В 1985 году в Новопокровке жили 773 человека. В 1999 году население села составляло 582 человека (285 мужчин и 297 женщин). По данным переписи 2009 года, в селе проживало 424 человека (214 мужчин и 210 женщин).